# Бабій Ярослав Федорович
Яросла́в Фе́дорович Бабі́́й — (6 вересня 1942, с. Середня, нині Калуського району Івано-Франківської області — 6 липня 1997, м. Рівне) — український режисер театру. Заслужений діяч мистецтв Тувинської АРСР (1983).

## Життєпис
Закінчив 1972 Київський інститут театрального мистецтва. Режисер Тернопільського (1972—1973) та Рівненського (1973—1986, 1979—1984 — головний режисер) українських музично-драматичних театрів.
У Тернополі поставив вистави «Сід» П'єра Корнеля (1972), «Бережи ім'я своє» Аркадія Школьника (1973), «Українські класичні водевілі» («По-модному» Михайла Старицького, «По ревізії» Марка Кропивницького, «На перші гулі» Степана Васильченка; 1973).
З 1986 до 1992 років — головний режисер Львівського обласного українського музично-драматичного театру в Дрогобичі, де вперше в сучасній Україні інсценізував (спільно з Богданом Мельничуком) і поставив спектаклі «Мазепа» та «Сотниківна» за творами Богдана Лепкого. В червні 1991 з цим театром гастролював у Тернополі.